# Jessica Bibby
Jessica Elizabeth Bibby (Melbourne, 23 agosto 1979) è un'ex cestista australiana, professionista nella WNBA.

## Carriera
È stata selezionata dalle New York Liberty al terzo giro del Draft WNBA 2000 (45ª scelta assoluta).
Con l'Australia ha disputato due edizioni dei Campionati oceaniani (2009, 2011).